# غاوشلة (مقاطعة ديواندرة)
غاوشلة (بالفارسية: گاوشله) هي قرية تقع في قسم قراتورة الريفي (مقاطعة ديواندرة) في إيران. يقدر عدد سكانها بـ 876 نسمة بحسب إحصاء 2016.